# نجم ثنائي GRS 1915 + 105
النجم الثنائي GRS 1915 + 105 أو V1487 Aquilae هو نظام نجمي ثنائي للأشعة السينية يتميز بنجم عادي وثقب أسود . تم اكتشافه في 15 أغسطس 1992 بواسطة مرصد WATCH الذي يغطي السماء بالكامل على متن Granat . يرمز "GRS" إلى "مصدر GRANAT" ، و "1915" هو مطلع اليمين (19 ساعة و 15 دقيقة) ، و "105" يعطي الانحراف التقريبي (10 درجات و 56 دقيقة قوسية). تم التأكد من وجود نظير الأشعة تحت الحمراء القريبة من خلال المشاهدات الطيفية. يقع النظام الثنائي على بعد 11000 فرسخ فلكي في كوكبة أكويلا . النظام GRS 1915 + 105 هو أكبر الثقوب السوداء النجمية المعروفة حتى الآن في مجرة درب التبانة ، تبلغ كتلته بين 10 إلى 18 ضعف كتلة الشمس . وهو أيضًا ميكرو كوازار ، حبث يبدو أن الثقب الأسود يدور على الأقل 950 مرة في الثانية ، بالقرب من الحد الأقصى البالغ 1150 مرة في الثانية ، مع قيمة معلمة دوران بين 0.82 و 1.00 (أقصى قيمة ممكنة).

## مصدر المجرة الفائق

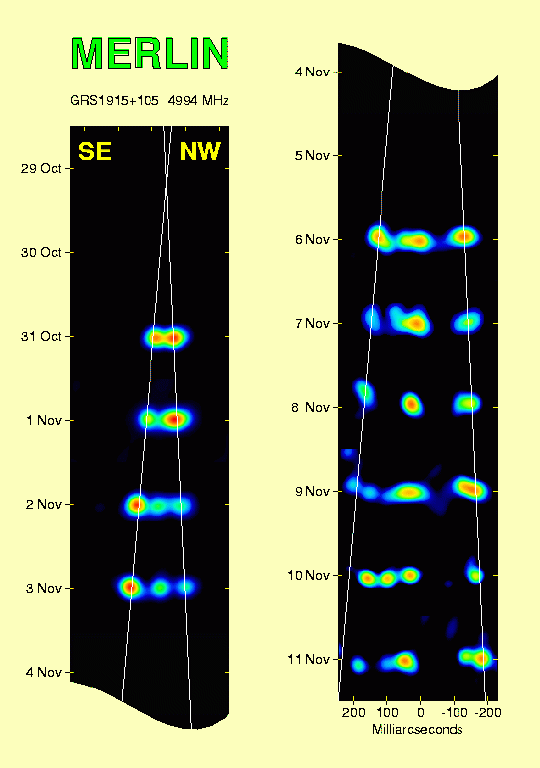
تسلسل مراقبة MERLIN للأشعة السينية الثنائي GRS 1915 + 105 التي تم التقاطها على مدار أيام قليلة.

في عام 1994 أصبح الثنائي GRS 1915 + 105 أول مصدر في مجرتنا معروف يقذف المواد بسرعات حركة فائقة الإضاءة .
تُظهر المشاهدات الجارية باستخدام التلسكوبات الراديوية عالية الدقة مثل VLA و MERLIN و VLBI تدفقًا ثنائي القطب للجسيمات المشحونة ، والتي تنبعث منها إشعاع السنكروترون عند ترددات الراديو. أظهرت هذه الدراسات أن الحركة الفائقة الظاهرة ترجع إلى التأثير النسبي المعروف باسم الانحراف النسبي (عن النظرية النسبية) ، حيث تبلغ السرعة المشاهدة للقذف حوالي 90٪ من سرعة الضوء]].

## تنظيم النمو
كشفت المشاهدات المتكررة التي أجراها مرصد Chandra X-Ray على مدار عقد من الزمان ما قد يكون آلية للتنظيم الذاتي لمعدل نمو GRS 1915 + 105. يتم أحيانًا اختناق نفاثة المواد التي يتم إخراجها بفعل الرياح الساخنة التي تهب من قرص التراكم. تحرم تلك الرياح النفاثات من المواد اللازمة لاستمرار النفاثات . عندما تنخفض شدة الرياح ، تعود النافاثات إلى الظهور. 

## روابط خارجية
- ثقب أسود نجمي ضخم جدًا في مجرة درب التبانة 28 نوفمبر 2001 (ESO)
- الصورة V1487 Aquilae
- O maior buraco negro estelar da Via Láctea (أكبر ثقب أسود نجمي في مجرة درب التبانة) - باللغة البرتغالية.
- MICRO-QUASAR داخل جهاز Galaxy الخاص بنا
- مايكرو كوازار GRS 1915 + 105 مركز بيانات العلوم INTEGRAL